# 八鳥仁美
八鳥 仁美（はっとり ひとみ）は、日本のミュージカル女優。

## 来歴
関西学院大学出身。
クレイジー・フォー・ユー の観劇をきっかけにミュージカル女優を志す。2007年、劇団四季研究所に入所。
2008年、『キャッツ』（タントミール役）で初舞台を踏む。
2013年まで劇団四季に在籍。

## 主な出演作品
- キャッツ （タントミール）
- ウエストサイド物語 （エステラ）
- クレイジー・フォー・ユー （マギー）
- ライオンキング　（アンサンブル）